# Anatrachyntis
Anatrachyntis is een geslacht van vlinders uit de familie prachtmotten (Cosmopterigidae).

## Soorten
- A. acris (Meyrick, 1911)
- A. badia

Allesvretend prachtmotje (Hodges, 1962)
- A. bicincta (Ghesquière, 1940)
- A. biorrhizae Sinev, 1986
- A. carpophila (Ghesquière, 1940)
- A. cecidicida (Ghesquière, 1940)
- A. coriacella (Snellen, 1901)
- A. falcatella (Stainton, 1859)
- A. floretella (Legrand, 1958)
- A. gerberanella (Legrand, 1966)
- A. gymnocentra (Meyrick, 1937)
- A. hieroglypta (Meyrick, 1911)
- A. holotherma (Meyrick, 1936)
- A. incertulella (Walker, 1864)
- A. japonica Inoue et al., 1982
- A. megacentra (Meyrick, 1923)
- A. orphnographa (Meyrick, 1936)

- A. palmicola (Ghesquière, 1940)
- A. philogeorga (Meyrick, 1933)
- A. rileyi (Walsingham, 1882)
- A. risbeci (Ghesquière, 1940)
- A. similis (Bradley, 1953)
- A. simplex (Walsingham, 1891)
- A. tentoria (Meyrick, 1911)
- A. tripola (Meyrick, 1909)
- A. vanharteni Koster, 2010